# Lugares comunes (álbum)
Lugares comunes es el trigésimo segundo álbum de estudio de la banda chilena Inti-Illimani, siendo éste el primer álbum bajo la dirección musical de Manuel Meriño. También es el último álbum en el que participa el miembro fundador Horacio Durán, antes de pasar a formar parte de Inti-Illimani Histórico.
Fue publicado el año 2002 por el sello WAE, y posteriormente el 22 de abril de 2003 por los sellos Xenophile y Picap.

## Lista de canciones
Las canciones del álbum son las siguientes:

| N.º   | Título                                           | Música                           | Escritor(es)      | Duración |  |
| 1.    | «Sobre tu playa»                                 | Manuel Meriño                    | Daniel Cantillana | 4:58     |  |
| 2.    | «A la caza del ñandú»                            | Manuel Meriño                    | Instrumental      | 5:14     |  |
| 3.    | «El surco»                                       | Chabuca Granda                   | Chabuca Granda    | 4:24     |  |
| 4.    | «Salmo de la rosa verdadera»                     | Marcelo Coulón                   | Aquiles Nazoa     | 3:11     |  |
| 5.    | «Mañana quizás»                                  | Pablo López R.                   | Instrumental      | 2:33     |  |
| 6.    | «Q'apac chunchu»                                 | Popular peruana                  | Instrumental      | 5:10     |  |
| 7.    | «Tú no te irás» (o Ven, mi amor, en la tarde...) | Daniel Cantillana, Manuel Meriño | Rafael Alberti    | 2:48     |  |
| 8.    | «Malagueña»                                      | Popular mexicana                 | Rubén Ortiz       | 3:08     |  |
| 9.    | «Vino del mar»                                   | Manuel Meriño                    | Patricio Manns    | 4:08     |  |
| 10.   | «Caro Nino»                                      | Manuel Meriño, Daniel Cantillana | Instrumental      | 4:41     |  |
| 40:15 |                                                  |                                  |                   |          |  |